# Ligamento sarja

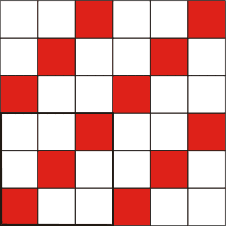
Ligamento Sarja 2x1

Ligamento é a forma como os fios que compõem um tecido, o urdume e a trama, se entrelaçam. Do modo geral existem três ligamentos básicos: sarja, cetim e trama.
O ligamento sarja é uma estrutura ou padrão de tecelagem que possui repetição mínima de três fios de urdume e trama, e distingue-se por sua diagonal bem definida. Podendo esta diagonal ser direita (aclive) ou esquerda (declive).
O entrelaçamento em diagonal possibilita maleabilidade e resiliência aos tecidos. O tecido em ligamento sarja é frequentemente mais firme do que o tecido em ligamento tela, tendo menos tendência a se sujar, apesar de ser de lavagem mais difícil. Tendo quase sempre seu avesso diferente do direito.
No tecer pede ou excêntricos ou, dependendo do tamanho da sarja, maquineta para abertura da cala.
Podem-se produzir tecidos como: brim, denim (para jeans), sarja, serge, foulard, surah, tweed e gabardina.